# Pierre Jouguet
Pierre Félix Amédée Jouguet, född 14 maj 1869, död 9 juli 1949, var en fransk arkeolog och papyrolog.
Pierre Jouguet var professor i Lille 1911–1920, vid Sorbonne 1920–1928 och direktör för Institut Français d'Archéologie Orientale i Kairo 1928–1940. Tillsammans med Paul Collart och Jean Lesquier började Jouguet att utge Papyrus de Théadelphie. För övrigt behandlade Jouguet huvudsakligen Egyptens historia under hellenistisk och romersk tid, bland annat i La vie municipale dans l'Égypte romaine (1911), L'impérialisme macédonien et l'hellénisation de 1’Orient (1926) och La domination romaine en Égypte aux deux premiers siècles après Jésus-Christ (1947). Jouguet utgav 1919–1924 tillsammans med Alexandre Moret Revue égypto-logique och från 1927 tillsammans med Alfred Ernout Revue philologique.